# Amt Oderberg
Das Amt Oderberg war ein 1992 gebildetes Amt im Landkreis Barnim (Brandenburg). Amtssitz war in der Stadt Oderberg. Im Amt Oderberg waren zunächst fünf Gemeinden und die Stadt Oderberg des ehemaligen Kreises Eberswalde zusammengeschlossen. Das Amt Oderberg wurde Ende 2008 aufgelöst, die meisten der amtsangehörigen Gemeinden wurden dem Amt Britz-Chorin zugeordnet. Die amtsangehörige Gemeinde Hohensaaten wurde nach Bad Freienwalde (Oder) eingegliedert. Das vergrößerte Amt wurde in Amt Britz-Chorin-Oderberg umbenannt.

## Geographische Lage
Das Amt Oderberg lag im Osten des Landkreises Barnim in Brandenburg (Deutschland) und grenzte an das Amt Britz-Chorin im Westen, an den Landkreis Uckermark im Norden, an die Republik Polen im Osten, sowie den Landkreis Märkisch-Oderland im Süden.

## Geschichte
Am 17. Juni 1992 erteilte der Minister des Innern seine Zustimmung zur Bildung des Amtes Oderberg, für dessen Zustandekommen der 19. Juni 1992 festgelegt wurde. Sitz der Amtsverwaltung war die Stadt Oderberg. Folgende fünf Gemeinden und die Stadt Oderberg aus dem damaligen Kreis Eberswalde waren darin zusammengefasst:
- Liepe
- Lunow
- Lüdersdorf
- Parstein
- Stolzenhagen
- Stadt Oderberg

In einer Bekanntmachung vom 22. Januar 1993 gab das Ministerium seine Zustimmung zur Zuordnung der Gemeinde Hohensaaten zum Amt Oderberg bekannt. Die Zuordnung wurde wirksam zum 29. Januar 1993.
Zum 1. März 2002 schlossen sich die Gemeinden Lüdersdorf und Parstein zur neuen Gemeinde Parsteinsee zusammen. Zum gleichen Zeitpunkt schlossen sich auch Lunow und Stolzenhagen zur neuen Gemeinden Lunow-Stolzenhagen zusammen.
Zum 1. Januar 2009 wurde das Amt Oderberg, das zuletzt fünf Gemeinden umfasste aufgelöst. Die Gemeinden Liepe, Lunow-Stolzenhagen (mit den Ortsteilen Lunow und Stolzenhagen), die Stadt Oderberg und Parsteinsee (mit den Ortsteilen Lüdersdorf und Parstein) wurden in das Amt Britz-Chorin eingegliedert, das gleichzeitig in Amt Britz-Chorin-Oderberg umbenannt wurde. Die Gemeinde Hohensaaten (bisher Landkreis Barnim) wurde nach Bad Freienwalde (Oder) (Landkreis Märkisch-Oderland) eingemeindet. Die Kreisgrenzen zwischen dem Landkreis Barnim und dem Landkreis Märkisch-Oderland wurden entsprechend geändert; Hohensaaten gehört nun wie Bad Freienwalde zum Landkreis Märkisch-Oderland.
Das Amt hatte zuletzt 5552 Einwohner (31. Dezember 2008) auf einer Fläche von 118,57 km².

## Bevölkerungsentwicklung
| Jahr | Einwohner |
| ---- | --------- |
| 1992 | 5 663     |
| 1993 | 6 509     |
| 1994 | 6 469     |
| 1995 | 6 441     |
| 1996 | 6 458     |

| Jahr | Einwohner |
| ---- | --------- |
| 1997 | 6 458     |
| 1998 | 6 419     |
| 1999 | 6 385     |
| 2000 | 6 331     |
| 2001 | 6 192     |

| Jahr | Einwohner |
| ---- | --------- |
| 2002 | 6 131     |
| 2003 | 6 038     |
| 2004 | 5 956     |
| 2005 | 5 866     |
| 2006 | 5 726     |

| Jahr | Einwohner |
| ---- | --------- |
| 2007 | 5 664     |
| 2008 | 5 552     |

Gebietsstand des jeweiligen Jahres

## Amtsdirektoren
Bis 2000 war Christian Trill Amtsdirektor. Danach Christina Faustmann. Sie wurde 2007 wegen Krankheit in den einstweiligen Ruhestand versetzt. Danach führte Christina Rüske das Amt als stellvertretende Leiterin. Letzte Amtsdirektorin war Ilka Sakowski. Sie war vom Landkreis Barnim mit der Wahrnehmung der Aufgaben betraut worden, nachdem die Besetzung der Stelle per Ausschreibung gescheitert war.

## Belege
1. ↑  
Bildung des Amtes Oderberg. Bekanntmachung des Ministers des Innern vom 13. Juni 1992. Amtsblatt für Brandenburg - Gemeinsames Ministerialblatt für das Land Brandenburg, 3. Jahrgang, Nummer 47, vom 10. Juli 1992, S. 890.
2. ↑  
Zuordnung der Gemeinde Hohensaaten zum Amt Oderberg. Bekanntmachung des Ministers des Innern vom 22. Januar 1993. Amtsblatt für Brandenburg - Gemeinsames Ministerialblatt für das Land Brandenburg, 4. Jahrgang, Nummer 17, vom 5. Februar 1993, S. 362.
3. ↑  
Bildung einer neuen Gemeinde Parsteinsee. Bekanntmachung des Ministeriums des Innern vom 5. Februar 2002. Amtsblatt für Brandenburg - Gemeinsames Ministerialblatt für das Land Brandenburg, 13. Jahrgang, Nummer 9, vom 27. Februar 2002, S. 227, PDF.
4. ↑  
Bildung einer neuen Gemeinde Lunow-Stolzenhagen. Bekanntmachung des Ministeriums des Innern vom 5. Februar 2002. Amtsblatt für Brandenburg - Gemeinsames Ministerialblatt für das Land Brandenburg, 13. Jahrgang, Nummer 9, vom 27. Februar 2002, S. 227, PDF.
5. 1 2 3  
Zuordnungs-, Änderungs- und Genehmigungsbescheid bezüglich der Ämter Oderberg und Britz-Chorin. Bekanntmachung des Ministeriums des Innern vom 9. Dezember 2008. Amtsblatt für Brandenburg - Gemeinsames Ministerialblatt für das Land Brandenburg, 19. Jahrgang, Nummer 52, vom 31. Dezember 2008, S. 2910, PDF.
6. ↑  Historisches Gemeindeverzeichnis des Landes Brandenburg 1875 bis 2005. Landkreis Barnim
7. ↑  Bevölkerung im Land Brandenburg nach Kreisfreien Städten, Landkreisen und Gemeinden 1991 bis 2014 (Memento vom 3. März 2016 im Internet Archive)
8. ↑  
Rückkehr einer Amtsleiterin Die Mark-Online
9. ↑  
Ministerium löst Amt Oderberg auf. In: Märkische Oderzeitung. 17. Dezember 2008 (moz.de).
10. ↑  
Der Präsident des Landtag Brandenburg Information 4/130. Unterrichtung über die Bestellung einer Beauftragten für das Amt der Amtsdirektorin vom 4. August 2008. PDF